# Diego Chamorro
Diego de Jesús Chamorro (n. Asunción, Paraguay, 23 de marzo de 1988) es un futbolista paraguayo. Juega de mediocampista y actualmente milita en el Mushuc Runa de la Segunda División de Ecuador.

## Clubes
| Club              | País     | Año           |
| ----------------- | -------- | ------------- |
| Sol de América    | Paraguay | 2007 - 2008   |
| Rubio Ñu          | Paraguay | 2009          |
| Sol de América    | Paraguay | 2010 - 2011   |
| Rubio Ñu          | Paraguay | 2012          |
| Sol de América    | Paraguay | 2013 - 2015   |
| 3 de Febrero      | Paraguay | 2015          |
| Deportivo Capiatá | Paraguay | 2016          |
| Clan Juvenil      | Ecuador  | 2017          |
| Mushuc Runa       | Ecuador  | 2017-presente |